# Livingston Energy Flight
Livingston Energy Flight é uma companhia aérea italiana charter. 